# Хийденсельга
Хи́йденсе́льга (карел. Hiijenselgy, фин. Hiidenselkä) — посёлок в Питкярантском районе Республики Карелия России. Является частью посёлка Ляскеля. Входил в состав упразднённого в 2023 году Ляскельского сельского поселения.
Расположен в устье реки Янисйоки у Ладожского озера.

## История
Первое упоминание о поселении на этом месте относится к 1500 г. (Новгородская Писцовая книга Водской пятины).
В буквальном переводе на русский Хийденсельга означает «плёс (открытое море) водяного/лешего».
О деревне в устье Янисйоки (также именуемой в нижнем течении Ляскиля, или Ляскилянйоки) упоминает академик Н. Я. Озерецковский в 1785 году в своей книге «Путешествие по озерам Ладожскому и Онежскому»:

На берегу противъ островка Ювеня находятся свѣтлицы для надзирателя надъ мраморною ломкою, которой временемъ приѣзжаетъ сюда изъ Рускаля. Верстахъ в полуторѣхъ отъ оныхъ свѣтлицъ лежитъ на берегу небольшая Руская деревушка под именемъ такъ же Ювеня извѣстная, за которою впадаетъ въ озеро рѣка Ляскиля. На рѣкѣ сей, въ пяти верстахъ отъ ея устья находится порогъ вышиною саженъ въ восемь, гдѣ паденїе воды, наипаче въ весеннее время, столь бываетъ сильно, что нарочито большиїе камни съ верьху порога водою срываются и на низъ упадаютъ.

До 1940 года — в составе волости Харлу в Финляндии. В черте посёлка есть гора высотой 111 метров, называется гора Хийденвуори (гора лешего Хийси, он же дух лесной, он же бог охоты). Пещера, вырубленная в этой горе, является частью финских оборонительных укреплений. Строилась как наблюдательный пост и предполагалось размещение зенитной батареи. В глубине пещеры есть вырубленная надпись «J.T. 14.2.40».
В 1910 году в посёлок была проложена Ляскельская УЖД, действовавшая и в советское время (в настоящее время заброшена).
Посёлок расположен на северном берегу Ладожского озера в устье реки Я́нисйо́ки, впадающей в Ладогу. На правом берегу реки возвышается скала, которая издалека напоминает спину. Видимо, эта самая скала и дала название посёлку, расположившемуся у её подножия.
На ближайшем к посёлку острове Мякисало находится наиболее хорошо сохранившееся на данный момент городище-убежище.
В 100 метрах от посёлка находится маленький островок Калкисаари (Ювень). На острове находится затопленная шахта по добыче мрамора, камень из которой шёл на строительство в Санкт-Петербург.

## Экономика
- Ладожский лесопильный завод. Введён в эксплуатацию 23 февраля 1946 года как Ляскельский лесозавод № 14[5]
- Котельная[6]

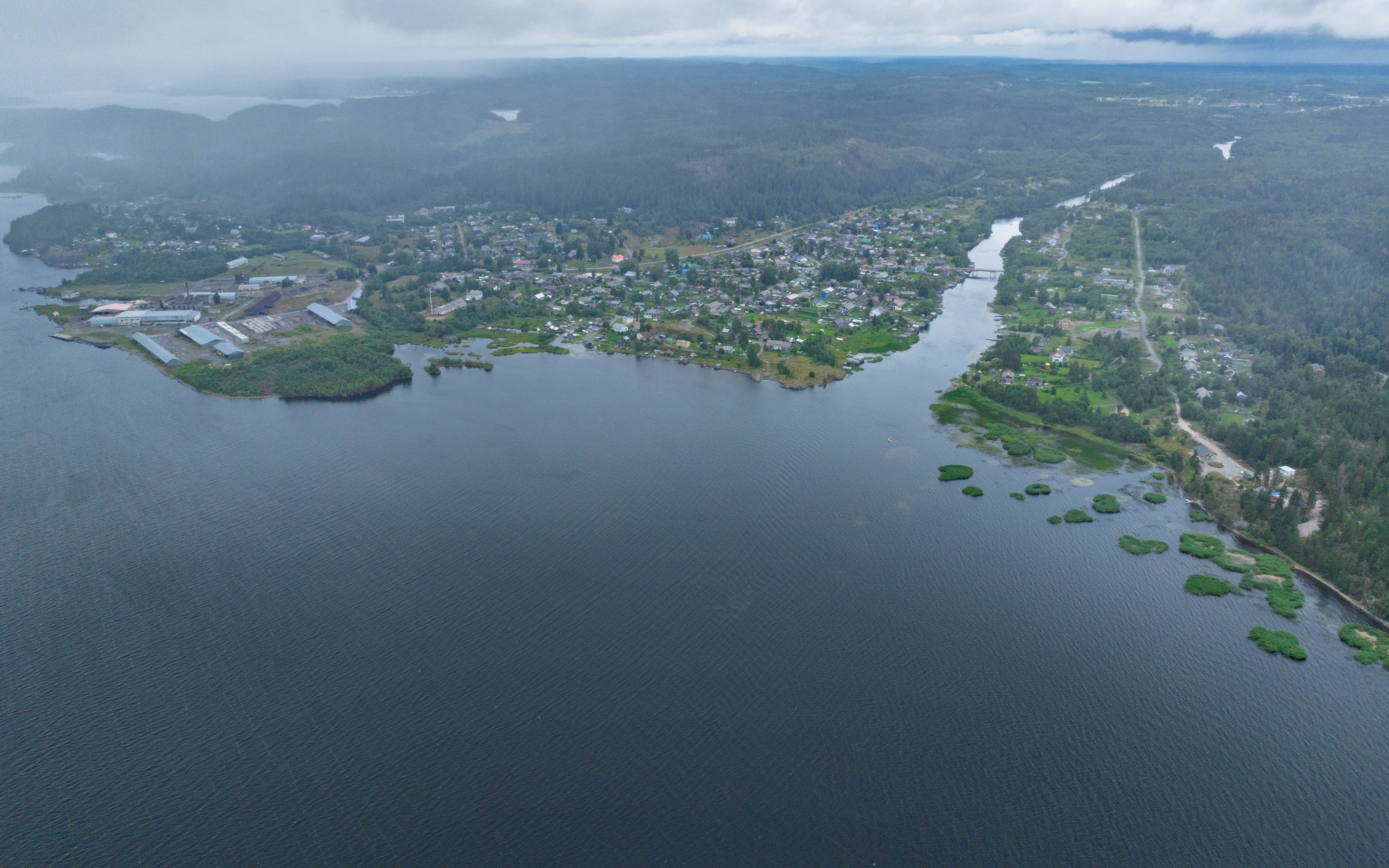
Вид на посёлок с высоты птичьего полёта
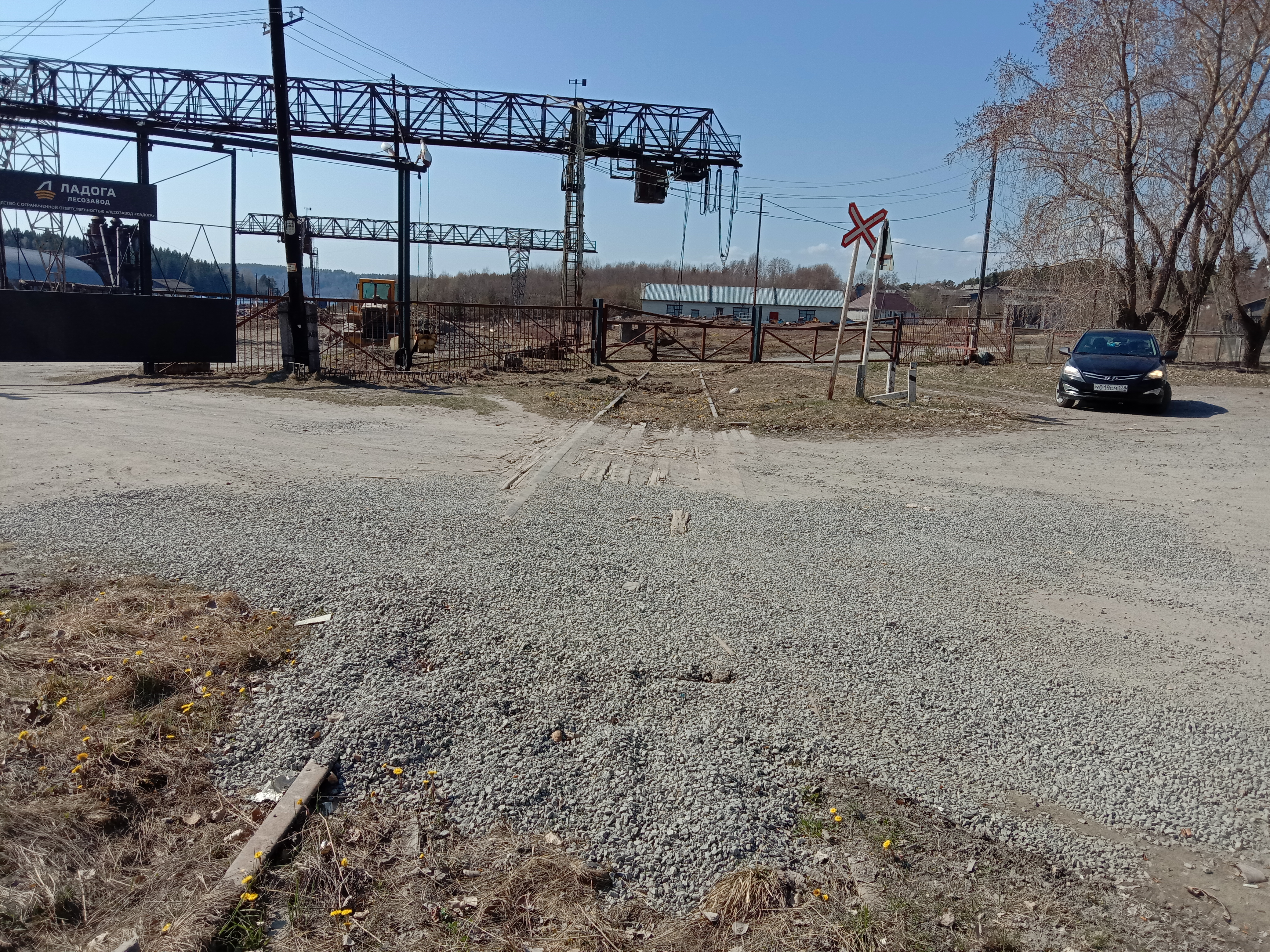
Подъездной путь лесопильного завода
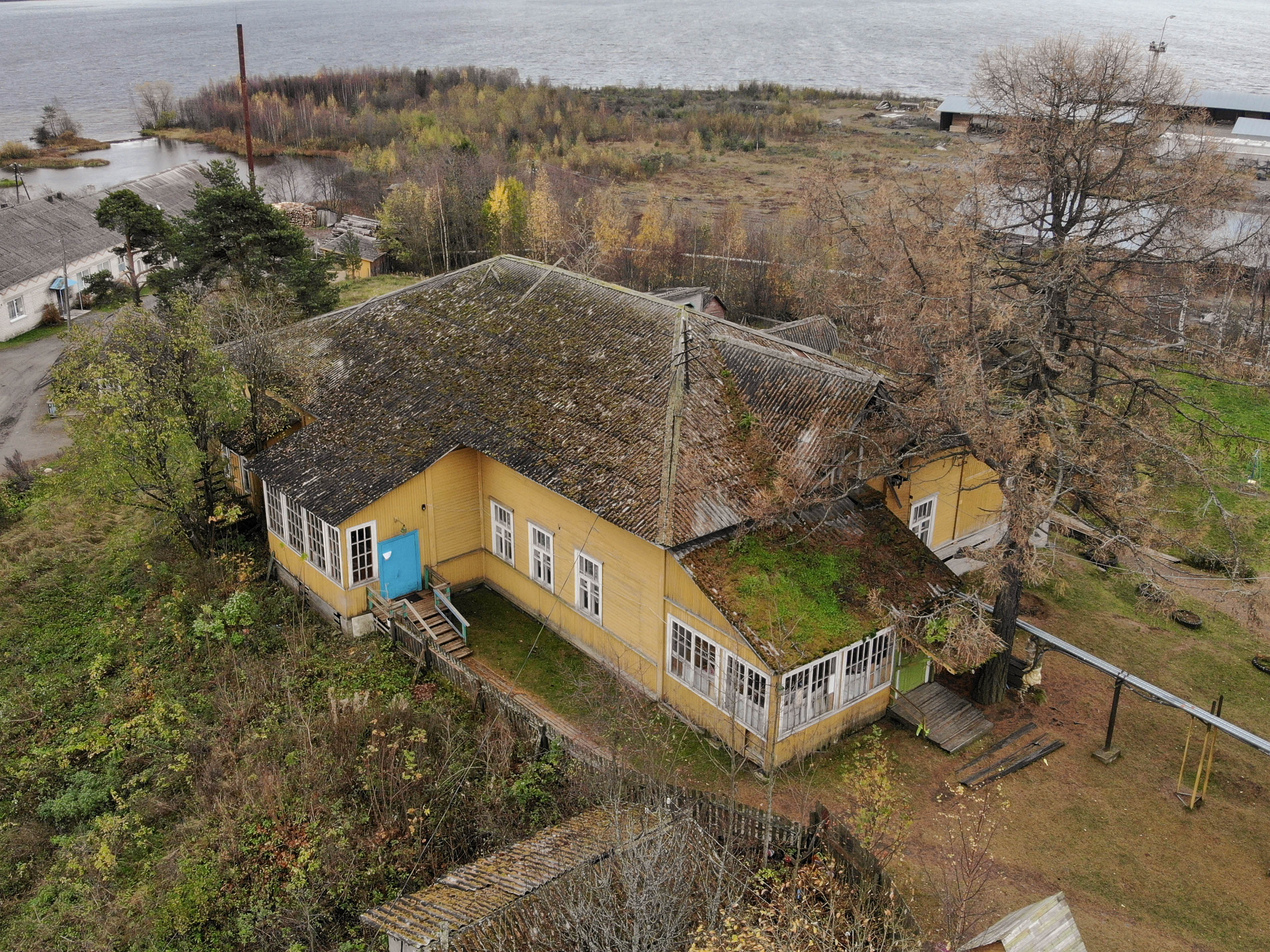
Бывшее здание заводоуправления (детский сад)  Объект культурного наследия № 1030390000№ 1030390000
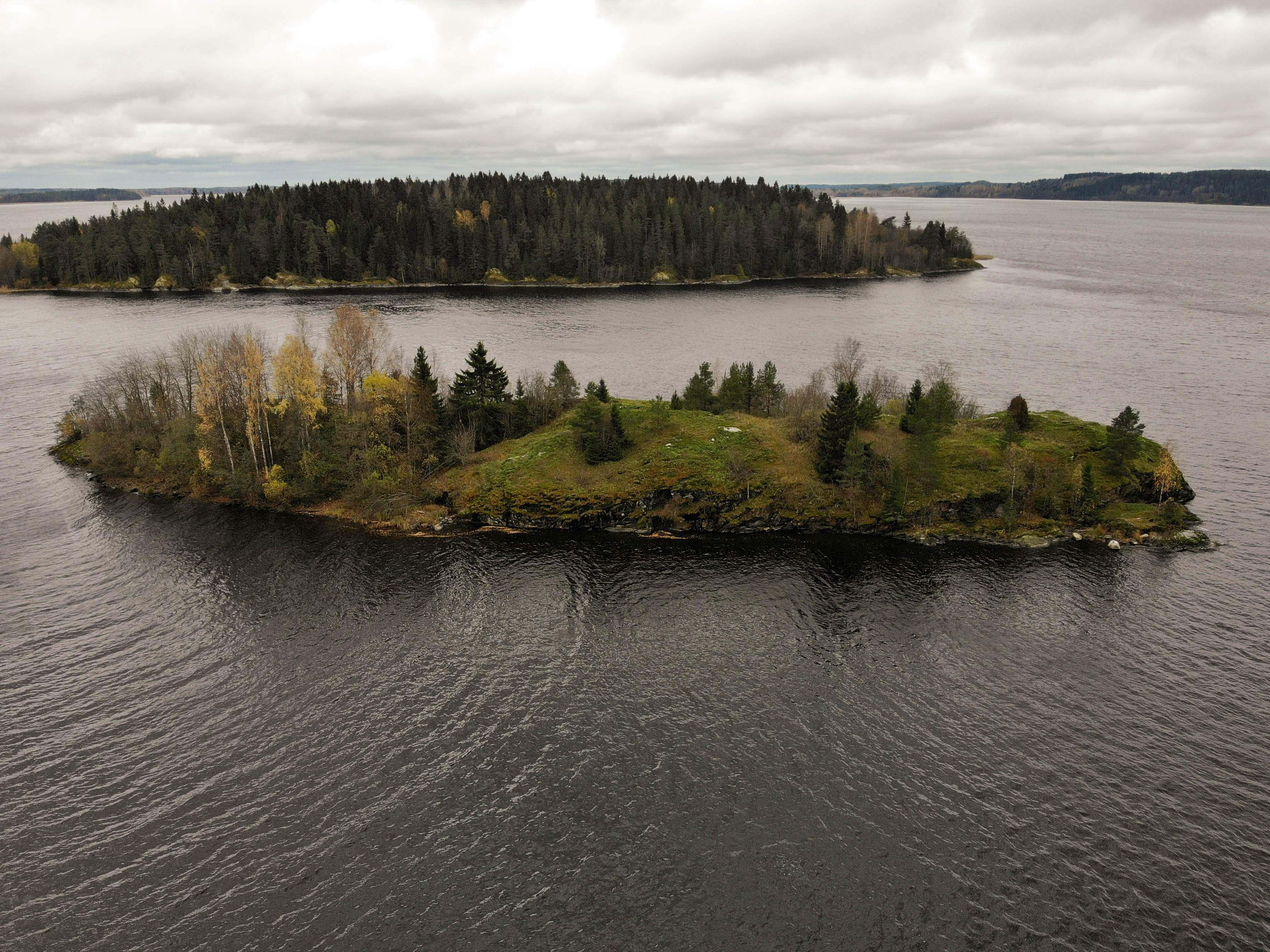
Остров Калкисаари  Объект культурного наследия № 1030391000№ 1030391000
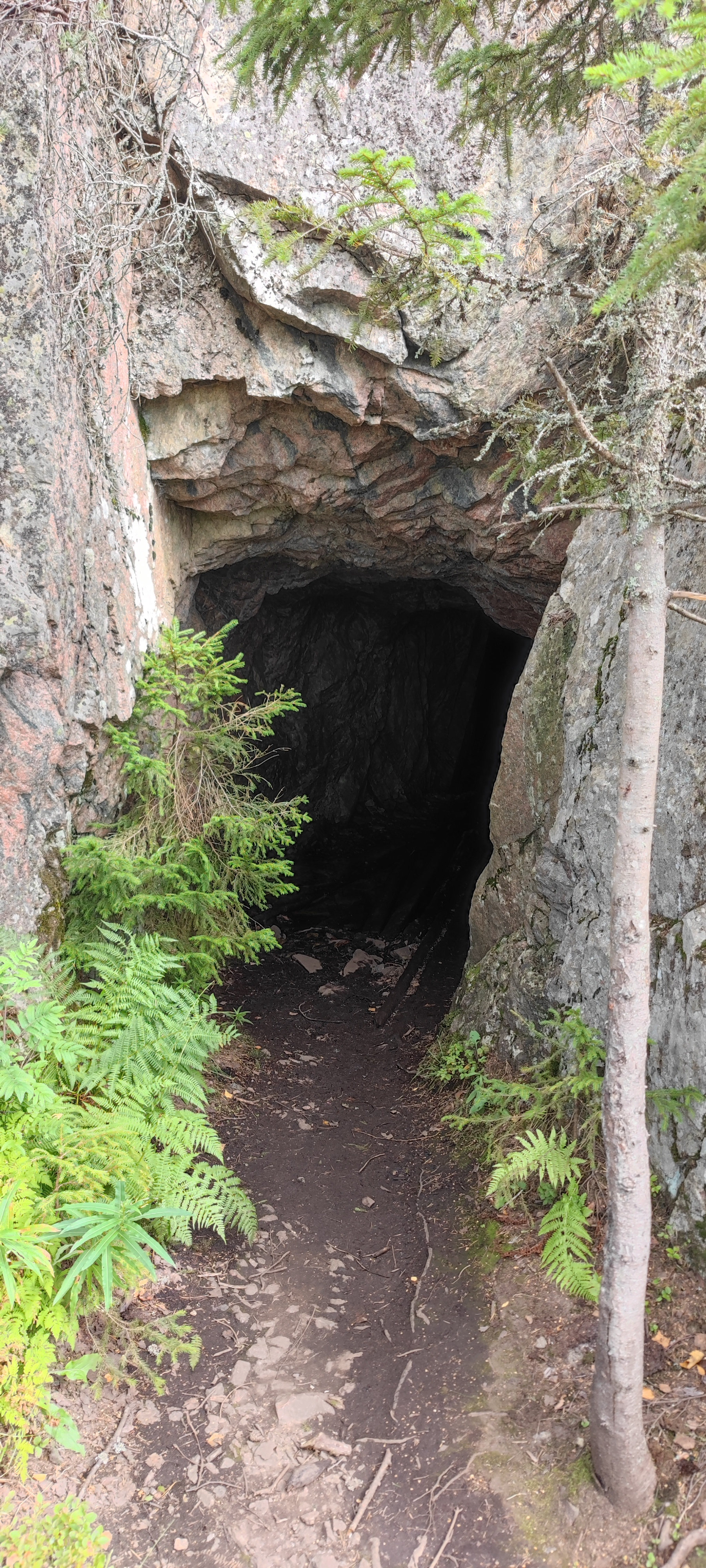
Недостроенный финский бункер на вершине Хийденвуори
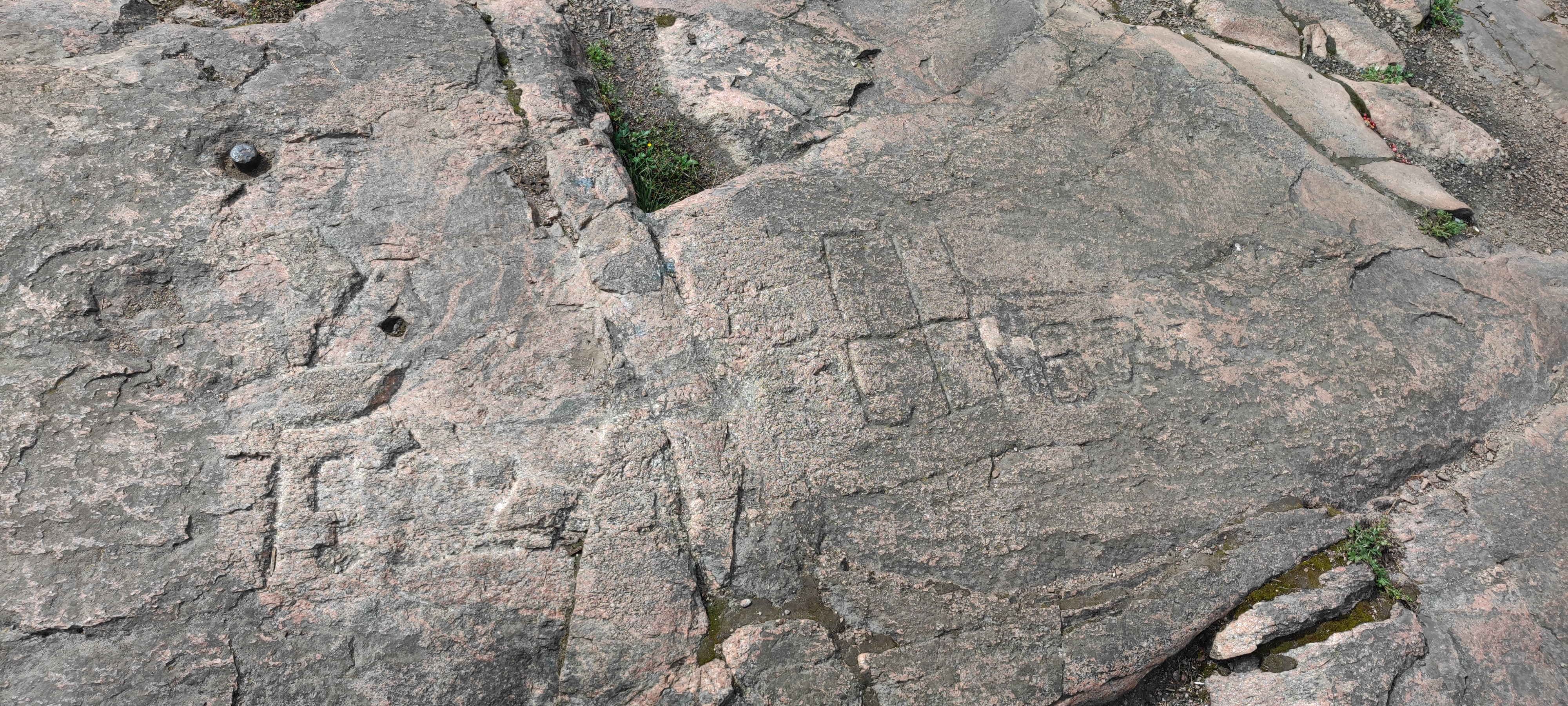
Остатки геодезической метки на вершине Хийденвуори